# Boeing XP-4
Boeing XP-4 (Boeing Model 58) – amerykański doświadczalny samolot myśliwski z lat 20., zbudowany w zakładach Boeinga na zamówienie United States Army Air Corps (USAAC).  Samolot powstał w wyniku modyfikacji myśliwca Boeing PW-9 poprzez zainstalowanie nowego silnika.  Osiągi nowego samolotu okazały się niezadowalające i nie wszedł on do produkcji seryjnej.

## Historia
W czerwcu 1925 postanowiono, zanim jeszcze dostarczono pierwsze z zamówionych w 1924 PW-9, że ostatni samolot z tej serii posłuży jako doświadczalna maszyna do testowania silnika z turbosprężarką.  W 1926, ostatni z zamówionych przez USAAC PW-9 (numer fabryczny 737, numer seryjny Armii 25-324) został zmodyfikowany na życzenie Armii poprzez wymianę standardowego silnika na silnik rzędowy typu Packard 1A-1500 (510 KM) z turbosprężarką napędzający czteropłatowe śmigło.
Z powodu zwiększonej masy własnej samolotu, zwiększono także powierzchnię nośną skrzydeł nowego samolotu, zamieniając mniejsze, dolne skrzydło PW-9, skrzydłem o tej samej rozpiętości i powierzchni co górne, zmieniono także profil skrzydeł z Göttingen 436 na Boeing 103A.  Skrzydła były wyposażone w podwójne lotki.  Ogólna konstrukcja samolotu bardzo silnie bazowała na niemieckim Fokkerze D.VII, układ rozpórek pomiędzy płatami był dokładnie zapożyczony z niemieckiej maszyny.  Wewnętrzna konstrukcja stalowego, kratownicowego kadłuba pozostała niezmieniona, cały samolot był kryty płótnem.
|                       | PW-9 | XP-4 |
| --------------------- | ---- | ---- |
| Masa własna (kg)      | 878  | 1230 |
| Moc silnika (KM)      | 435  | 510  |
| Prędkość maks. (km/h) | 266  | 259  |
| Pułap maks. (m)       | 6888 | 6965 |

Według większości źródeł nowy samolot został wyposażony w dwa dodatkowe karabiny maszynowy 7,62 mm (oprócz standardowych karabinów 12,7 i 7,62 mm w przedniej części kadłuba i strzelających przez śmigło), po jednym w każdym skrzydle, strzelające poza tarczą śmigła, według jednego źródła dwa karabiny w masce silnika zostały zamienione na karabiny w skrzydłach.
Nowy samolot był o 815 funtów (370 kg) cięższy od jego poprzednika, a jego powierzchnia skrzydeł wzrosła o jedynie 46 stóp kwadratowych (4,2 m²) przy wzroście mocy silnika o niecałe 20% (z 435 na 510 KM).
XP-4 został dostarczony do bazy Wright Field 27 lipca 1926.  Osiągi nowego samolotu zostały oceniony bardzo krytycznie, pomimo zwiększonej mocy silnika ustępowały osiągom PW-9, a silnik z turbosprężarką dodały tylko około 100- stóp (300 m) do jego pułapu operacyjnego.  Samolot został permanentnie uziemiony po wylataniu zaledwie 4,5 godziny.
Samolot został złomowany 1 maja 1928.